# 新达尔尼茨基大桥
新达尔尼茨基大桥（烏克蘭語：Новий Дарницький міст）是乌克兰基辅的一座跨过第聂伯河的公路铁路两用桥，连接了右岸的霍洛西伊夫區和左岸的達爾尼察區，承载双线铁路和六车道公路。